# Mauricio Funes

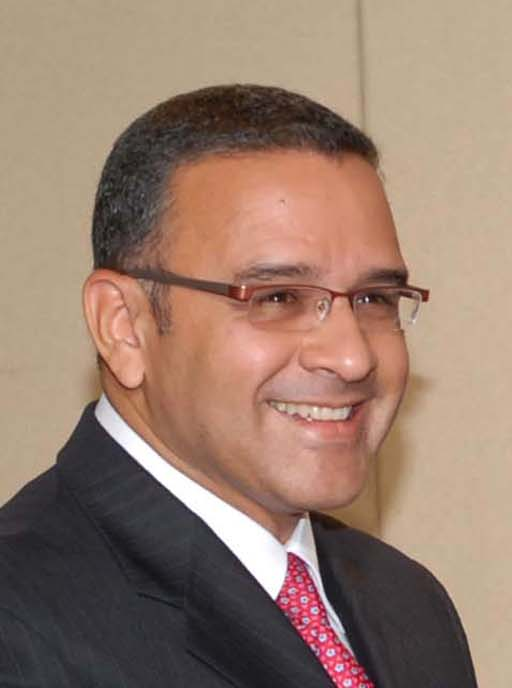
Mauricio Funes (2008)

Carlos Mauricio Funes Cartagena (* 18. Oktober 1959 in San Salvador; † 21. Januar 2025 in Managua) war ein salvadorianischer Politiker (FMLN) und Journalist. Er war vom 1. Juni 2009 bis zum 1. Juni 2014 Staatspräsident von El Salvador.

## Leben
Mauricio Funes war der Sohn des Buchhalters Roberto Funes und seiner Ehefrau María Mirna. Er besuchte renommierte Schulen seiner Heimatstadt: das Colegio Centroamérica als Grundschule und als Gymnasium das von Jesuiten geleitete Colegio Externado San José. An der Universidad Centroamericana “José Simeón Cañas” („UCA“) studierte Funes Geisteswissenschaften.

### Journalist
1986 begann Funes als Journalist für Noticiero Tele 10, eine Sendung des öffentlich-rechtlichen Fernsehens Canal 10 in El Salvador, zu arbeiten. Von 1987 bis 1991 arbeitete er bei Al Día, der Nachrichtenredaktion von Canal 12, wo er für die Berichterstattung aus dem Parlament zuständig war. 1991 gehörte Funes zu den Gründern des Centro de Audiovisuales de la UCA und des Radio YSUCA. 1992 kehrte er zu Canal 12 als Redakteur der Nachrichtensendung Al Día zurück. In den folgenden drei Jahren entwickelte er diese Interviewsendung. Ab 1997 leitete er die Nachrichtenredaktion von TV12. Funes wurde als kritischer Journalist gegenüber der seit 1989 regierenden ARENA wahrgenommen.
Von 1997 bis 2003 betreute er einen Redaktionsbereich mit dem Titel Sin Censura (ohne Zensur) innerhalb der Nachrichtensendung Hechos des Canal 12, wo er häufig die Handlungen der Regierung kritisierte. Er behauptete sich in einigen Streitgesprächen mit Regierungsmitgliedern. 2001 machte er Klagen über die Art, wie internationale Hilfe nach den Erdbeben im Januar und Februar 2001 gehandhabt wurde, öffentlich. Am 19. Februar 2005 wurde er vom Canal 12 entlassen.
Am 20. Mai 2005 kehrte er zurück auf die Bildschirme mit der Sendung La Entrevista (Das Interview) auf den Sendern Canal 12 und Canal 15 der Fernsehkette Megavision. 2005 zeigte eine Fernsehkonsumerhebung, dass die neue Sendung von Funes das meistgesehene Morgenprogramm war.
Als Journalist interviewte Funes unter anderem João Clemente Baena Soares, Generalsekretär der Organisation Amerikanischer Staaten, Javier Pérez de Cuéllar, César Gaviria, Felipe González, Hugo Chávez, Fidel Castro und Luiz Inácio Lula da Silva. 1988 interviewte er in Costa Rica Joaquín Villalobos Huezo vom Ejército Revolucionario del Pueblo (ERP). Dies war das erste Mal, dass ein Chef einer Guerilla einem salvadorianischen Medienvertreter ein Interview gab. Ab Mai 2007 war Funes wieder auf Sendung mit seinem Radio sin censura bei der Radiokette Mi gente UKW 700. Funes war viele Jahre CNN-Korrespondent in El Salvador.

### Anfänge der politischen Laufbahn
Im August 2007 nahm das Fernsehunternehmen Megavision die Reihe La Entrevista con Mauricio Funes aus dem Programm von Canal 12. Im September 2007 erklärte Funes in seiner Sendung auf Canal 15, dass es seine letzte Sendung sei, da er seine Laufbahn als Kommentator beenden werde, um sich der Politik zu widmen.
Am 27. September 2007 schlug die Comisión Política der FMLN Mauricio Funes als Kandidaten der FMLN für die Präsidentschaftswahlen im März 2009 vor. Am 11. November 2007 wurde bekannt gegeben, dass das Consejo Nacional, welches in der FMLN für die Kür von Präsidentschaftskandidaten zuständig ist, Mauricio Funes als Präsidentschaftskandidaten bestimmt hat. Erst im August 2008 war er der FMLN beigetreten. Funes war der erste Präsidentschaftskandidat der FMLN, der nicht Mitglied der Guerilla während der salvadorianischen Militärdiktatur war.
Am 10. Oktober 2007 kam Alejandro Funes, der älteste Sohn von Mauricio Funes, in Paris bei einer Gewalttat ums Leben. Den polizeilichen Angaben zufolge wurde der 27-Jährige in der Nähe des Louvre überfallen. Alejandro Funes war in Paris, um Fotografie zu studieren.

### Präsidentschaft
Als moderater Kandidat der linksgerichteten FMLN gewann Funes am 15. März 2009 die Präsidentschaftswahl gegen Rodrigo Ávila mit 51,3 % der Stimmen. Für seine Wahlkampagne hatte Funes einiges von Barack Obama übernommen. So spielte unter anderem das Internet in der Mobilisierung seiner Anhänger eine wichtige Rolle. Vizepräsident wurde Salvador Sánchez Cerén, der schon in der Guerilla eine leitende Funktion hatte.
Nach seinem Amtsantritt am 1. Juni 2009 ließ Präsident Mauricio Funes die Preise für Mais und Bohnen subventionieren – eine Geste und eine Hilfe für die ärmsten Familien. Seine Regierung investierte mehr als die Vorgängerregierungen in die Schulen und sorgte dafür, dass für diejenigen, die sich keine Arztbesuche leisten können, an den staatlichen Krankenhäusern kostenlose Sprechstunden eingeführt wurden. Unter bestimmten Bedingungen konnten die Bewohner der durch Landbesetzungen entstandenen Hüttensiedlungen den Besitz dieser kleinen Grundstücke nachträglich legalisieren lassen. Wirtschaftspolitisch setzte Funes nicht auf eine Planwirtschaft, sondern auf eine Marktwirtschaft – eine Grundentscheidung, die in der FMLN umstritten war.
Schon im Wahlkampf hatte er angekündigt, die unter der ARENA-Regierung durchgesetzten Privatisierungen nicht rückgängig machen zu wollen. Hinsichtlich der Verbrechen der bis 1992 herrschenden Militärdiktatur waren Funes deren Aufklärung und (bescheidene) Entschädigungen der Opfer wichtiger als die Aburteilung der Täter.
Allerdings besaß die FMLN während der Amtszeit von Präsident Funes keine Mehrheit im Parlament. So war sie auf die Zusammenarbeit mit kleineren Parteien angewiesen. Bei der Steuergesetzgebung blieb es bei kleineren Schritten in Richtung auf mehr Steuergerechtigkeit. Die Steuerregression blieb bestehen. Der Steuerhinterziehung wurde Präsident Funes nicht Herr. Für die Präsidentschaftswahlen 2014 nominierte die FMLN statt Funes seinen Vizepräsidenten Salvador Sanchez Ceren, da zu dieser Zeit nur eine Amtszeit verfassungsrechtlich möglich war. Ceren gewann die Wahlen 2014.

### Nach der Präsidentschaft
Im Februar 2016 wurde Funes wegen ungesetzlicher Bereicherung angeklagt. Ihm wurde vorgehalten, über die Herkunft von insgesamt gut 600.000 US-Dollar auf seinen Konten keine hinreichende Auskunft geben zu können. Funes erschien nicht vor Gericht, sondern setzte sich im August 2016 nach Nicaragua ab, wo er von Daniel Ortega politisches Asyl erhielt. Er bezeichnete sich als Opfer eines Rachefeldzuges, weil er die Ermittlungen gegen Francisco Flores eingeleitet hatte.
Im Juli 2019 wurde Funes (zusammen mit seiner Frau und seinen beiden Söhnen) in Nicaragua eingebürgert, wo er und seine unmittelbare Familie seit 2014 im Exil lebten.
Am 29. Mai 2023 wurde Funes in Abwesenheit zu 14 Jahren Gefängnis verurteilt, weil er während seiner Amtszeit einen Waffenstillstand mit den Maras ausgehandelt hatte. Am 6. Juli 2023 wurde er wegen Steuerhinterziehung zu weiteren sechs Jahren verurteilt. Anschließend wurde er vom US-Außenministerium mit Sanktionen belegt.